# Азовские походы Петра I
Азовские походы 1695 и 1696 годов — военные кампании России против Османской империи; были продолжением начатой правительством регента Софьи Алексеевны войны с Османской империей и Крымом; предприняты Петром I в начале его правления и закончились взятием турецкой крепости Азов. Они могут считаться первым значительным свершением молодого царя.

## Первый Азовский поход 1695 года
После свержения правительства царевны Софьи военные действия против турок и татар были приостановлены. Русские войска лишь отражали набеги татар. В 1694 году было решено возобновить активные боевые действия и нанести удар не по крымским татарам, как в походах В. В. Голицына, а по турецкой крепости Азов. Изменён и путь следования: не через пустынные степи, а по районам Волги и Дона.
Зимой и весной 1695 года на Дону были построены транспортные суда: струги, морские лодки и плоты для доставки войск, боеприпасов, артиллерии и продовольствия для передислокации к Азову.
Весной 1695 года армия 3 группами под командованием П. Гордона (9500 чел. при 43 орудиях и 10 мортирах), А. М. Головина (7000 чел.) и Ф. Лефорта (13 000 чел. — при двух последних: 44 пищали, 104 мортиры) двинулась на юг. Пётр во время похода совмещал обязанности первого бомбардира и фактического руководителя всей кампании. На Днепре против войск крымских татар действовала армия воеводы Б. П. Шереметева, которой были приданы казаки Мазепы.
В конце июня основные силы осадили Азов (крепость в устье Дона). Гордон стал против южной стороны, Лефорт влево от него, Головин, при отряде которого находился и царь — вправо. 2 июля войска под командованием Гордона начали осадные работы. 5 июля к ним присоединились корпуса Головина и Лефорта. 14 и 16 июля русским удалось занять Азовские каланчи — две каменные башни по обоим берегам Дона, выше Азова, с протянутыми между ними железными цепями, которые преграждали речным судам выход в море. Это стало фактически наивысшим успехом в ходе кампании. В крепости находился 7-тысячный турецкий гарнизон под командованием Хасан Арслан-бея.
5 августа пехотные полки Лефорта при поддержке 2500 казаков предприняли первую попытку штурма крепости, которая не увенчалась успехом. С русской стороны потери убитыми и ранеными составили 1500 человек.
25 сентября произошёл второй штурм крепости. Ф. М. Апраксину с Преображенским и Семёновским полками и 1000 донских казаков удалось захватить часть укреплений и ворваться в город, однако тут сказалась несогласованность в русском войске. Турки и азовские татары успели перегруппироваться, а Апраксин, не поддержанный другими частями, вынужден был отступить. 2 октября осада была снята. 3000 стрельцов были оставлены в захваченных оборонительных каланчах, названных «Новосергиевским городом».

### Казыкерменский поход Б. П. Шереметева
Боярин и воевода Б. П. Шереметев во главе отдельного корпуса (25 тыс. человек) при поддержке казаков И. С. Мазепы (около 35 тыс. казаков) 30 июля отвоевал у турок четыре крепости (Кази-кермен, Мустрит-кермен, Аслан-кермен и Муберек-кермен) на Таванском острове.
Корпус Бориса Петровича Шереметева состоял из трёх воеводских полков (его собственного и двух его товарищей, думного дворянина Семена Протасьевича Неплюева и стольника Ильи Дмитриева-Мамонова). Конницей «нового строя» командовал генерал-поручик А. А. Цей, солдатскими полками — генерал-поручик Иван (Яган) Андреевич Гулиц. Основу корпуса составлял Белгородский разрядный полк, усиленный Смоленским разрядным полком.

## Второй Азовский поход 1696 года
Учтя ошибки первого похода, Пётр I решил начать строить флот осенью 1695 года для нового похода, для образца в Москву была привезена из Голландии 32-вёсельная галера. Реорганизовано было и командование войсками: сухопутные войска, вверенные воеводе и ближнему боярину А. С. Шеину, разделены на три дивизии («генеральства»): П. И. Гордона, А. М. Головина и К. А. Ригимона (Ригемона). Всего сухопутная армия состояла из 75 000 человек, включая Преображенский и Семёновский полки, донских казаков и калмыцких всадников. Для нового похода также был организован Морской полк под руководством Ф. Лефорта из 28 рот (около 4100 чел), составлявших команды на морских судах: одном корабле («галеасе»), 4 брандерах и 23 галерах («каторгах»). Был издан высочайший указ, по которому холопы, вступавшие в войско, получали свободу. Сухопутная армия увеличилась вдвое по сравнению с первым походом.
Сборными пунктами для частей собираемой армии были назначены две дислокации:
1. Города Валуйки и Тамбов (тогда Танбов), откуда войска должны были выступить  20 марта (здесь и далее по старому стилю) 1696 года, чтобы не позже начала мая прибыть к Черкасску (ныне станица Старочеркасская недалеко от Азова);
2. Воронеж, где собирались основные силы из Москвы. Войска эти должны были следовать на построенных судах по Дону от Воронежа до Черкасска с тем, чтобы в середине мая, соединившись с Донскими казаками и войсками, следовавшими из Валуек и Тамбова, блокировать Азов с суши и с реки.

Основные пешие силы из Москвы выступили 15 марта 1696 года через село Выхино. 19 марта войска переправились через реку Ока у села Горы, 24 марта достигли крепости Епифань. К 25 марта войска Шеина вышли к реке Дон у села Колюкановка и там же форсировали реку. 26 марта дошли до городка Данков, а 27 марта вошли в город Лебедянь.  Наконец, московские войска 31 марта пришли в Воронеж, где должны были сесть на корабли и плыть к Черкасску. 

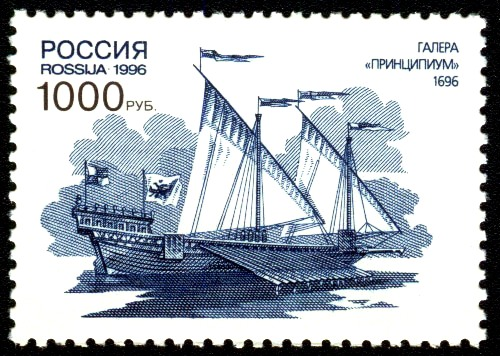
Галера "Принципиум" на марке Почты России

Лодки для войск (галеры и брандеры), изготовленные в Москве, прибыли разобранными в Воронеж посуху в течение марта. Первая спущенная на воду галера получила имя «Принципіумъ». На ней капитаном стал Пётр Алексеев (т. е. сам Пётр I), а команду составила рота Морского регимента из солдат Преображенского полка. Также под Воронежем было построено много вспомогательных судов. 22 апреля боярин и воевода Шеин отдал по войскам приказ идти по рекам Воронеж и Дон к Черкасску. Первым 23 апреля отплыл к Азову отряд П. И. Гордона.В среднем каждый эшелон с войсками, шедшими рекою на кораблях до Черкасска, был в пути около трех недель. Авангард капитана Петра Алексеева прошёл путь за 11 дней — царь прибыл в Черкасск на четырёх галерах 15 мая (всего на день позже отряда Гордона).
Тем временем турки, не подозревая близкого соседства с уже прибывшими к устью Дона на своих лёгких лодках казаками, вечером 20 мая отправили со своих морских кораблей (стоявших у устья Дона) в Азов на 13 грузовых судах оружие, сукно, провиант, деньги (под прикрытием янычар). Как только эти суда подошли к устью Дона 21 мая, казаки, разогнав охрану, захватили 10 грузовых кораблей и большую часть сожгли.
Воевода A. С. Шеин пришёл с основными силами в Черкасск 19 мая и соединился здесь с приведенными генералом Х. Ригимоном полками его отряда, прибывшими ранее из Валуек, и с 5-тысячным корпусом конных и пеших Донских казаков атамана Фрола Минаева. 23 мая в Черкасск прибыл Морской отряд Ф. Я. Лефорта. 23 мая генералу Ригимону и Донским казакам и калмыкам было приказано идти к Азову посуху и стать лагерем (обозом) в тех же местах, где в прошлом 1695 году уже стояли русские войска. Тем временем Гордон с 3 полками принялся за постройку укрепления на острове у главного протока Дона — у устья Каланчи. Галерная флотилия, усиленная галерами, приведенными вице-адмиралом Лима, и 4 брандерами де-Розиера, при помощи двух укреплений, расположенных на обоих берегах реки, полностью перекрыла сообщение осаждённого гарнизона крепости Азов с морем и лишила его возможности получать помощь по реке от турецкого флота. 27 мая Пётр I с 22 галерами по протокам Дона впервые вышел в Азовское море, в честь этого был дан салют из галерных пушек.
28 мая генерал Ригиман со своим отрядом, отогнав турок в крепость, разбил лагерь поблизости от Азова. 2 июня прибыл к Азову сын генерала Гордона, Яков Гордон,
с 4-мя Тамбовскими солдатскими полками; 6 июня прибыл стольник и воевода князь П. Г. Львов с ратными людьми Московского чина. 
Наконец, 7 июня, в воскресенье, прибыл под Азов большой полк ближнего боярина Шеина. В тот же день началась осада крепости Азов после приказа воеводы Шеина:

«Генераламъ Петру Ивановичу Гордону, Автамону Михаиловичу Головину, генералъ-маіору Карлусу Ригимону, полковъ ихъ съ ратными людьми, чинить надъ турскимъ городомъ Азовымъ, ко взятію того Азова, всякой промыслъ днемъ и ночью и для того промыслу къ Азову вести шанцы, и въ шанцахъ делать раскаты, а на раскатахъ ставить большія пушки, галанки и мозжеры, и полковыя пищали, и съ того числа къ городу Азову шанцы и всякіе воинскіе промыслы чинить устали»
Русские войска расположились южнее крепости Азов, разделившись поперёк окопами на несколько отдельных лагерей. В среднем лагере разместился большой воевода Шеин с отрядом Головина, в котором состояли Преображенский и Семёновский полки. По правую сторону от Шеина встал со своими полками Гордон; между средним и правым лагерями был организован осадный артиллерийский парк. На левом крыле к среднему лагерю примкнул генерал Ригиман; за ним с малороссийскими полками развернулся наказный гетман Черкасский, Черниговский полковник Лизогуб, к нему примкнули слева Донские казаки. Всего в осаждающем войске состояло около 40 000 пехоты, в том числе 14 000 казаков, и 16 000 конницы, в том числе 6000 казаков.
Беспечность турок, оставивших прошлогодние русские фортификационные работы неразрушенными, позволила русским войскам в короткое время подойти
на близкое расстояние к крепостным укреплениям. Гордон вёл осаду на правом фланге и как человек, более других понимавший в инженерном деле, смог дать
траншеям и батареям желаемое развитие для удачного штурма. С самого начала работы в траншеях были поведены на всех трёх направлениях атак с таким успехом,
что на четвёртый день осады войска подошли к крепости на ружейный выстрел.
10 июня была попытка со стороны обороняющихся помешать осаде — татарская конница попыталась напасть на русский лагерь, но окончилась атака полной неудачей: царская конница преследовала татар до реки Кагальника и захватила немало пленных. 14 июня турецкий флот с моря приблизился к устью Дона с целью высадки десанта для атаки на лагерь осаждающих, но так и не решился на высадку. Царь, постоянно оставаясь на галере «Принципіумъ», часто приезжал к осаждающим для инспекции осадных работ, ходил по траншеям, бросал бомбы с батарей, а также совещался с генералами. 22 июня нижние чины выдвинули идею построить подвижный вал, чтобы с ним безопаснее подойти к городскому валу крепости. Предложение было принято на совещании, и с вечера 23 июня, напротив левой части атакуемого фронта, 1000 человек стали насыпать земляной вал. 24 июня произошла вторая крупная попытка со стороны помешать осаде — татарская конница и кубанские ногайцы напали на обозы основных сил русской армии боярина Шеина, но были отброшены и обращены в бегство царской конницей.
29 июня неприятелю на стреле было послано письмо с предложением добровольной сдачи. Турки ответили на это предложение пушечными выстрелами. После этого сооружение вала продолжилось ускоренными темпами. Ров наполнялся грудами перекидываемой земли, и скоро вал осаждающих сблизился с турецкой земляной стеной (валом), окружавшим основную каменную крепость. 15 июля около 1500 донских и часть запорожских казаков самовольно ворвались на турецкий  земляной вал и засели в двух бастионах наружной валовой стены. 17 июля произошёл серьёзный многочасовой бой за бастионы, но турки с вала были отброшены обратно в каменную крепость.
После этого осаждаемые, потеряв всякую надежду на получение внешней помощи, и видя потерю части наружного вала, в полдень 18 июля решили вступить в мирные переговоры о сдаче на предложенных им ранее условиях. По этим условиям гарнизон и жители крепости получали свободу, а русские обязывались перевезти их на своих судах до устья Кагальника. Также турецкий бей согласился на требование выдать изменника голландца Якова Янсена (который ранее перебежал к туркам во время первого Азовского похода и принял ислам). На другой день, 19 июля, оставшийся гарнизон (около 3700 чел.) вышел из крепости, которая была занята русскими войсками. Получившие свободу турки с семьями и с имуществом были отправлены по реке на 30 стругах и 2 галерах под командованием капитана Морского регимента, майора Преображенского полка А. Вейде.  20 июля сдалась соседняя небольшая крепость Лютик, находившаяся при устье самого северного рукава Дона. В Азове и Лютике было захвачено 136 орудий разного калибра (в том числе 4 мортиры).

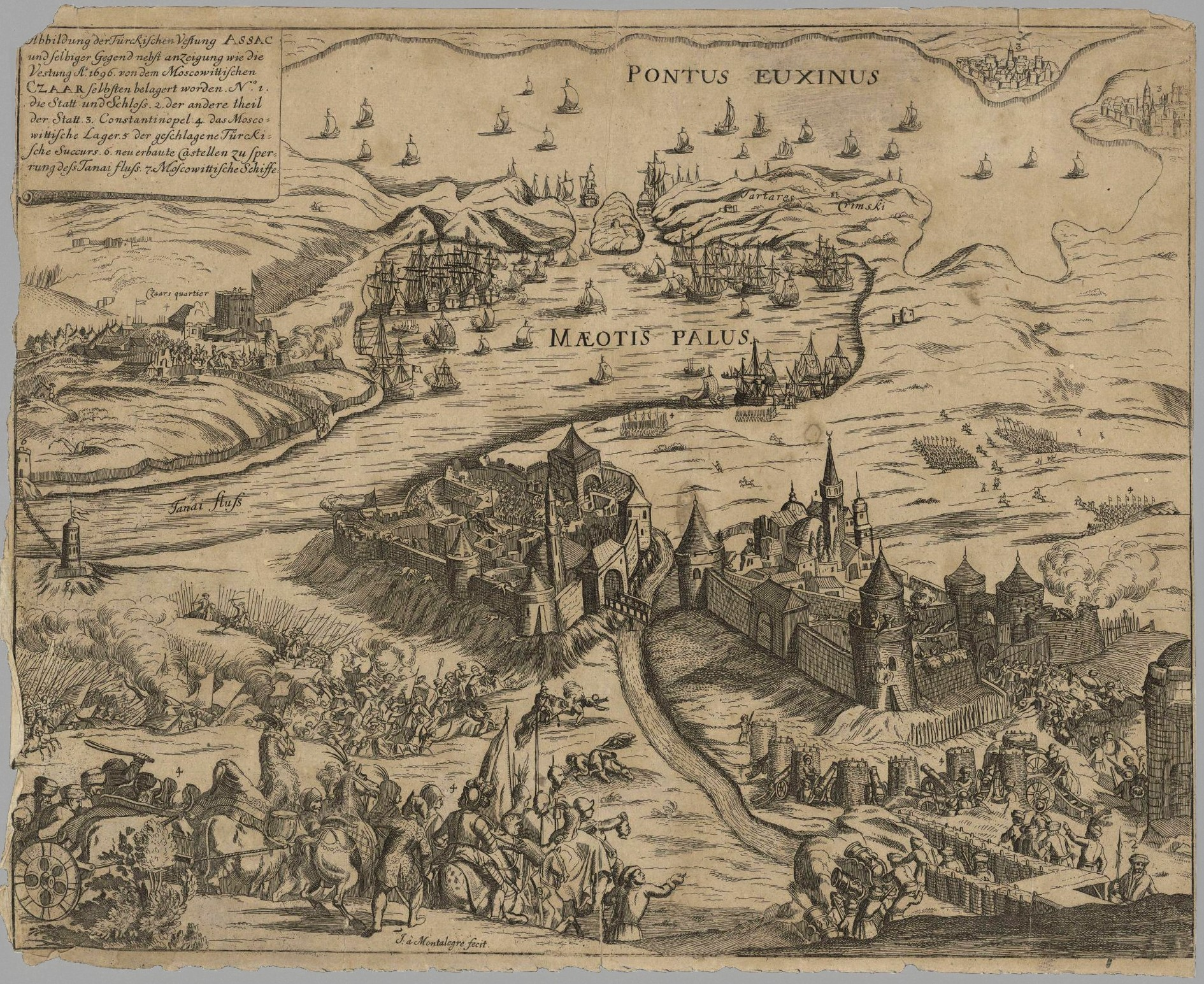
Взятие крепости Азов в 1696 году. Гравюра Монталегре конца XVII в.

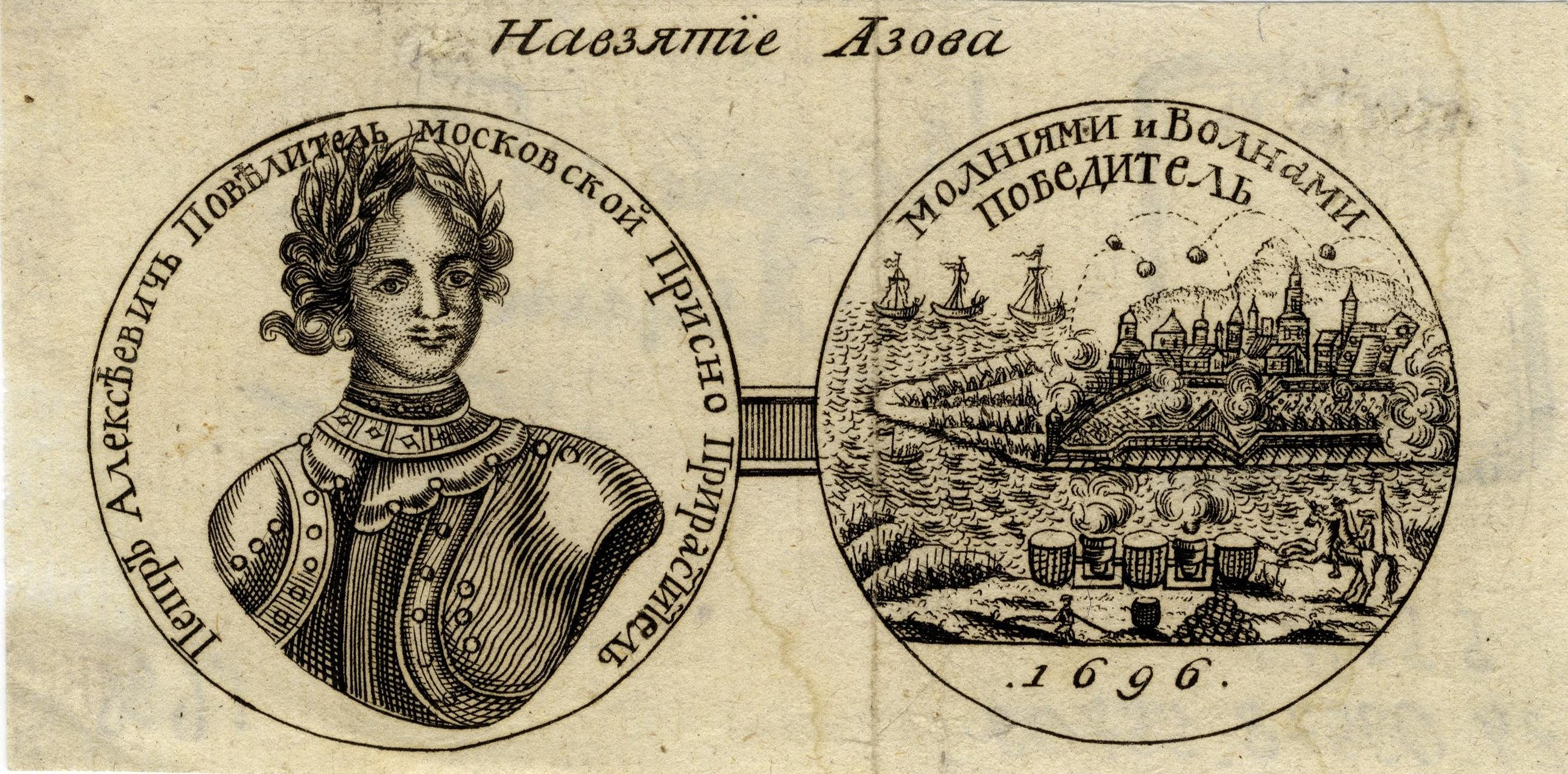
Медаль на взятие Азова в 1696, выпущенная в начале XVIII века. Гравюра XIX в.[https://odnarodyna.org/sites/default/files/2020/tp19072007.jpg

Уже к 23 июля Пётр утвердил план новых укреплений в крепости, которая к этому времени была сильно повреждена в результате артиллерийских обстрелов. Азов не имел удобной гавани для базирования морского флота. Для этой цели 27 июля 1696 год было выбрано более удачное место на Таганьем мысу, где через два года и был основан Таганрог.
Победа русского оружия под Азовом обрадовала русский народ: она было первым торжеством над турками, ещё недавно разорившими Чигирин. Более трех недель русские войска оставались под Азовом, который царь признал необходимым сделать русским городом, обратив мечети в православные храмы. С 31 июля войска стали постепенно возвращаться к своим дислокациям. 15 августа из Азова выехал Пётр I для осмотра Тульских железных заводов; 16 августа выступили в поход сухим путем прочие войска, в том числе Семёновский полк. Так как было решено устроить торжественную встречу войск в Москве, то на подготовку к встрече понадобилось время. В Москве для встречи победного войска при въезде из Замоскворечья на Каменный мост были построены большие триумфальные ворота, над фронтоном которых возвышался двуглавый орел под тремя коронами среди знамён, прапоров, протазанов, копий и алебард. Фронтон опирался на две колоссальных фигуры — Геркулеса и Марса, под Геркулесом и Марсом стояли пирамиды, перевитые зелёными ветвями с надписями в честь победителей. Пространство между пирамидами и перилами моста было занято двумя картинами на полотне: на первой был представлен бой на море, на второй — бой с татарами и приступ Азова.
Возвращавшиеся из-под Азова войска вначале собрались с командирами в селе Коломенское. 28 сентября вернулся с Тульских заводов Пётр I, а также: боярин и большой воевода Шеин, Ф. Лефорт, П. Гордон. 30 сентября русские войска торжественно вступили в Москву через Земляной город. В Кремле войска проходили мимо Государева двора и потом выходили по разным воротам. Царь пешком вместе с Преображенским полком последовал в село Преображенское; туда же повезли захваченные у турок знамёна и изменника голландца Якова Янсена (Якушку), казнённого позже.
Воевода Шеин за заслуги во втором Азовском походе стал первым русским генералиссимусом, заодно получив вотчину, драгоценный кубок и специально отчеканенную золотую медаль в 13 червонцев. За взятие Азова были награждены и все другие участникам в соответствии с чинами. Генералы Гордон и Головин в награду получили по золотой медали в 6 червонцев, по кубку, по кафтану золотому с соболями и в вотчину по 100 дворов.

## Значение Азовских походов

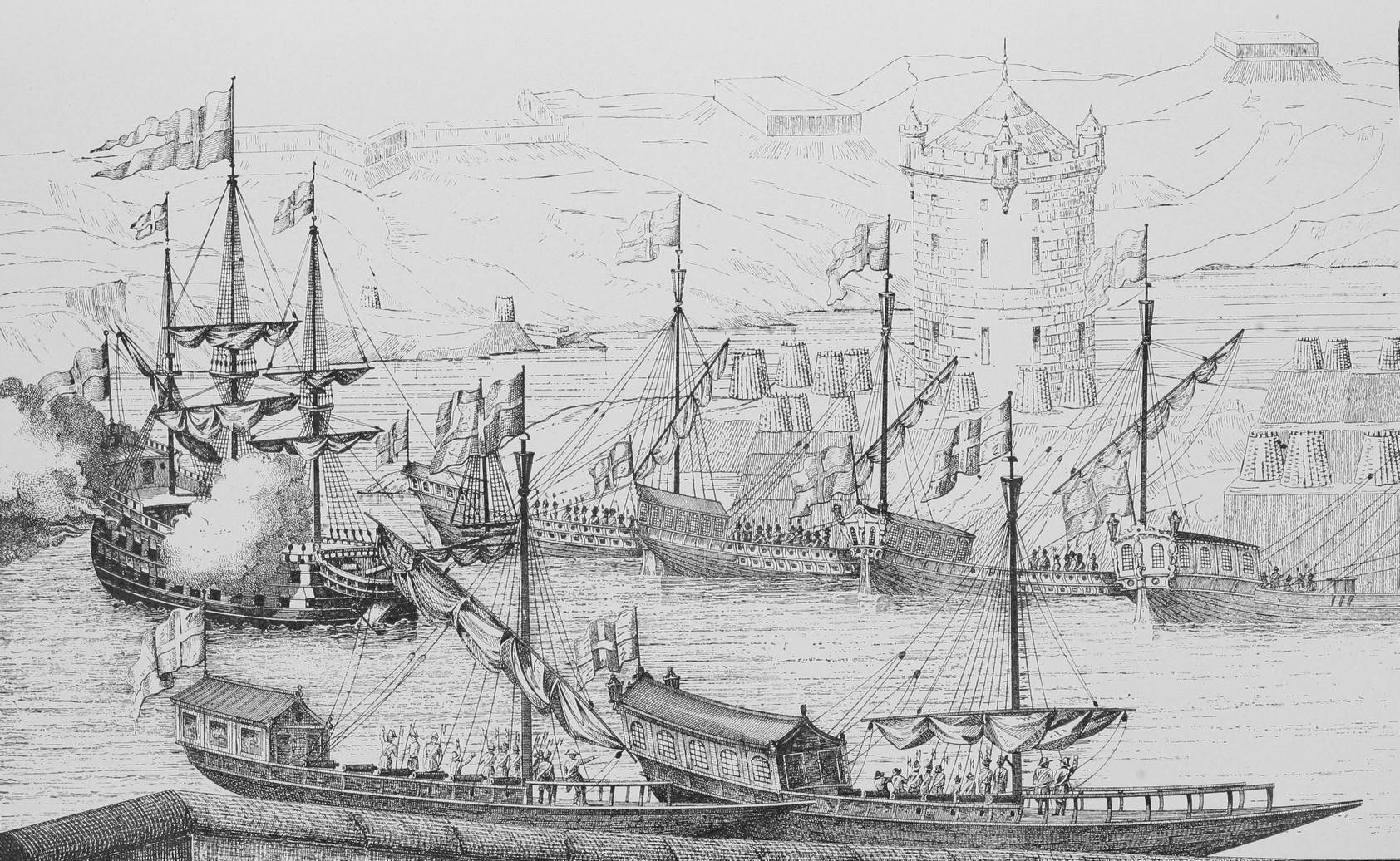
«Азовский флот под Азовом» в 1686. Гравюра А.Шконебека, 1700 г.

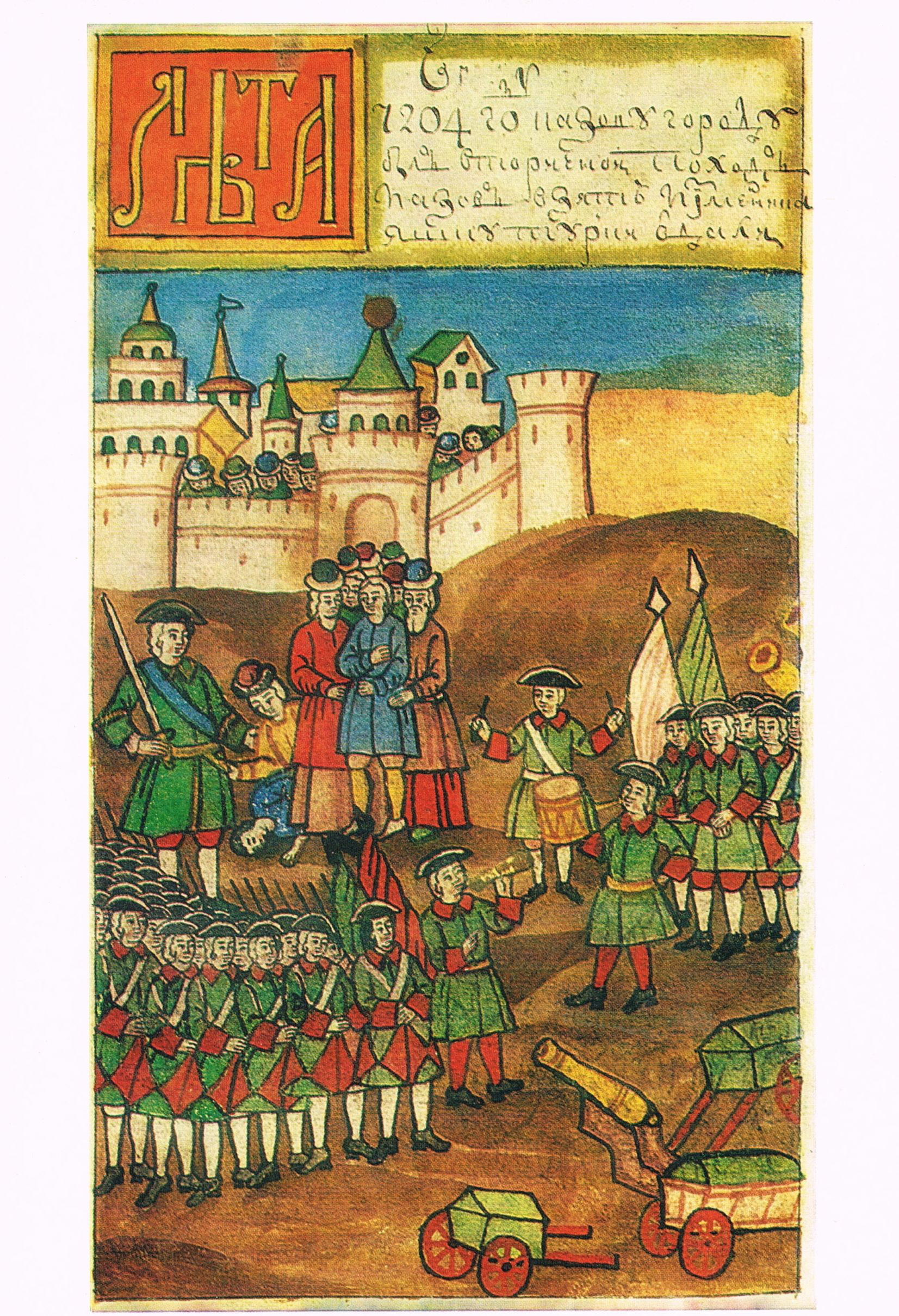
Сдача Азовской крепости. Миниатюра из рукописи 1-й пол. XVIII века «История Петра I», соч. П. Крекшина. Собрание А. Барятинского. В миниатюру включена сцена выдачи турками Яшки (Якова Янсена), голландского матроса-ренегата

Азовская кампания на практике продемонстрировала важность артиллерии и флота для ведения войны. Она является заметным примером успешного взаимодействия флота и сухопутных сил при осаде приморской крепости, особенно ярко выделяющимся на фоне близких по времени провалов англичан при штурме Квебека (1691) и Сен-Пьера (1693).
Подготовка походов ярко проявила организаторские и стратегические способности Петра. Впервые проявились такие важные его качества, как умение делать выводы из неудач и собирать силы для повторного удара.
Несмотря на успех, по завершении кампании стала очевидна незавершённость достигнутых результатов: без овладения Крымом или, по крайней мере, Керчью выход в Чёрное море был по-прежнему невозможен. Для удержания Азова необходимо было укреплять флот. Необходимо было продолжать строительство флота и обеспечить страну специалистами, способными построить современные морские суда.
20 (30) октября 1696 года Боярская Дума провозглашает «Морским судам быть…». Эту дату можно считать днём рождения русского регулярного военно-морского флота. Утверждается обширная программа судостроения — 52 (позднее 77) судов; для её финансирования вводятся новые повинности.
22 ноября оглашается указ об отправке дворян на обучение за границу.
Война с Турцией ещё не закончена и потому с целью лучше узнать расстановку сил, найти союзников в войне против Турции и подтвердить уже существующий союз — Священную лигу, наконец, укрепить положение России, было организовано «Великое посольство».
Войну с Турцией завершил Константинопольский мирный договор (1700).